# مارسيلو دياز

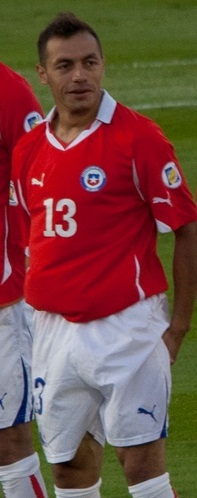
دياز

مارسيلو ألفونسو دياز روخاس (بالإسبانية: Marcelo Alfonso Díaz Rojas)‏ (ولد في 30 ديسمبر 1986 في سانتياغو) لاعب كرة قدم دولي تشيلي يلعب حاليا لصالح نادي سيلتا فيغو في خط الوسط منذ 2015.

## مسيرته الكروية
لعب مارسيلو دياز خلال مسيرته الاحترافية مع 7 أندية في عشرون موسمًا وسجل خلالها 20 هدف ضمن 322 مباراة. ولم يفز بأي موسم بالكأس وفاز في سبعة مواسم بالدوري.
خاض مارسيلو دياز مسيرته مع نادي أونيفرسيداد دي تشيلي في موسم 2005 في المرة الأولى ليلعب معه ستة مواسم ثم في عامي 2011-2013 ولمدة موسمين، مشاركًا طوالها في 130 مباراة سجل خلالها 3 أهداف. ثم انتقل إلى نادي لاسيرينا ما بين عامي 2010 و2011 لمدة موسم واحد، حيث شارك في 13 مباراة سجل خلالها 5 أهداف. لينتقل بعدها إلى نادي بازل في موسم 2012–13 واستمر معه طيلة ثلاثة مواسم، مشاركًا في 58 مباراة سجل خلالها 7 أهداف. ثم انتقل إلى نادي هامبورغ في موسم 2014–15 ولمدة موسمين، مشاركًا في 17 مباراة ولم يسجل أي هدف. هذا وانتقل لاحقًا إلى نادي سيلتا فيغو في موسم 2015–16 ولمدة موسمين، مشاركًا في 40 مباراة سجل خلالها هدفًا واحدًا. ثم انتقل بعدها إلى نادي أونيفرسيداد ناسيونال في موسم 2017–18 ولمدة موسمين، مشاركًا في 29 مباراة سجل خلالها 3 أهداف. ليعود وينتقل من جديد، لكن هذه المرة إلى نادي راسينغ في موسم 2018–19 ولمدة موسمين، مشاركًا في 35 مباراة سجل خلالها هدفًا واحدًا.

## روابط خارجية
- مارسيلو دياز على موقع الاتحاد الدولي (مؤرشف)  (الإنجليزية)
- مارسيلو دياز على موقع قاعدة بيانات كرة القدم.إي يو (الإنجليزية)
- مارسيلو دياز على موقع ناشيونال فوتبول تيمز (الإنجليزية)
- مارسيلو دياز على موقع Soccerbase.com (لاعب) (الإنجليزية)
- مارسيلو دياز على موقع Soccerway.com (الإنجليزية)
- مارسيلو دياز على موقع عالم كرة القدم.نت (الإنجليزية)
- مارسيلو دياز على موقع AS.com (الإسبانية)